# 패션, 위험한 열정
《패션, 위험한 열정》(Passion)은 2012년 공개된 스릴러 영화이다.

## 줄거리
유능한 광고회사 직원 이사벨은 자신을 인정해주고 특별한 관계로 대하는 화려한 미모와 능력을 지닌 보스 크리스틴에게 매혹되지만 믿었던 그녀가 이사벨의 아이디어를 빼앗고 자존심까지 짓밟는 배신을 하자 큰 상처를 받고 분노한다. 하지만 크리스틴이 싸늘한 시신으로 발견되고 유력한 용의자로 지목된 이사벨은 결백을 주장하지만, 한편으로는 약에 취해 자신의 기억 일부가 사라졌음을 알고 혼란스러워 하는데..

## 배역
- 레이첼 맥아담스 - 크리스틴 스탠포드 역
- 누미 라파스 - 이사벨 제임스 역
- 카롤리네 헤어퍼스 - 다니 역
- 폴 앤더슨 - 더크 해리만 역
- 도미닉 락케 - J.J 코흐 역
- 라이너 복 - 바치 역
- 프랭크 위터 - 어셔 씨어터 역
- 벤자민 새들러 - 검찰관 역
- 멜리사 홀로이드 - 비아트 역
- 미하엘 로츠쇼프 - 이사벨 변호사 역
- 막스 울라커 - 로프 역
- 외르그 핀치 - 마크 역
- 트리스탄 퓨터 - 에릭 역
- 레일라 로자리오 - 엘리베이터 여자 역
- 이언 T. 디킨슨
- 알렉산더 야신